# آدرین هگیواری
آدرین هگیواری (انگلیسی: Adrian Hegyvary؛ زادهٔ ۵ ژانویهٔ ۱۹۸۴ ‏(۴۱ سال)) دوچرخه‌سوار اهل ایالات متحده آمریکا است.
از باشگاه‌هایی که در آن بازی کرده‌است می‌توان به تیم دوچرخه‌سواری یونایتدهلثکر اشاره کرد.